# Constâncio Ducas
Constâncio Ducas (em grego: Κωνστάντιος Δούκας; romaniz.: Konstantios Doukas) era filho do imperador bizantino Constantino X Ducas e irmão mais novo do imperador Miguel VII Ducas. Reinou como co-imperador júnior desde o seu nascimento, mas não conseguiu se estabelecer como imperador contra Nicéforo III quando Miguel VII abdicou em 1078.

## Carreira
Constâncio era o mais jovem dos filhos de Constantino X e um porfirogênito, ou seja, nasceu quando o pai já era imperador, tornando-se co-imperador imediatamente, ocasião na qual seu irmão, Miguel também foi elevado. O outro irmão, Andrônico Ducas, só recebeu a mesma honra oito anos depois. Constâncio manteve os títulos durante os reinados de Romano IV Diógenes e de Miguel VII como imperadores seniores. Em 1078, o reinado de Miguel chegou ao fim numa revolta em Constantinopla e ele abdicou em favor de Constâncio (aparentemente Andrônico havia morrido um ou dois anos antes). Seu rival era Nicéforo III, que marchou imediatamente para a capital com suas tropas quando soube da deposição de Miguel.
Contudo, logo ficou evidente que Constâncio não era capaz de liderar o império. Apesar de ter o apoio das tropas na Ásia Menor, sua incapacidade era tão evidente que seus aliados rapidamente debandaram e passaram a apoiar Nicéforo, que o obrigou a tornar-se monge numa das ilhas Príncipes no Mar Negro.
Em 1081, ele foi reconvocado por Aleixo I Comneno, que havia se casado com Irene Ducena, da família Ducas. Enviado para lutar contra os normandos, Constâncio morreu em combate em Dirráquio em 1082.